# 海老名市
35°26′47″N 139°23′27″E / 35.44639°N 139.39083°E
海老名市（日语：／ Ebina shi */?）是位於日本神奈川縣中心的都市，面積約26.48平方公里。以前歸高座郡。距離東京約50公里、橫濱約20公里，近年來已成為這兩個都市的通勤衛星城市，也是一個都市住宅與農業綠地共存的城市。
因平安時代中期海老名氏所領之耕地而得名。

## 交通

### 鐵路
小田急電鐵
- 小田原線：海老名站 - 厚木站

相模鐵道
- 本線：相模野站 - 柏台站 - （相模國分信號所（日语：相模国分信号所）） - 海老名站
- 厚木線（貨物線）：相模國分信號所 - 厚木操車場（日语：厚木操車場）

相模鐵道東日本旅客鐵道
- 相鐵·JR直通線：相模野站 - 柏台站 - （相模國分信號所（日语：相模国分信号所）） - 海老名站

東日本旅客鐵道
- 相模線：海老名站 - 厚木站 - 社家站 - 門澤橋站

## 友好城市
- 日本宮城縣白石市 （1991年）

## 出身名人
- 水野良樹（日本音樂團體生物股長的一員）- 出生地是靜岡縣濱松市
- 山下穂尊（日本音樂團體生物股長的一員）- 出生地是神奈川縣厚木市